# Cas ergatiu
El cas ergatiu és un cas gramatical de les llengües ergativoabsolutives (EA), que marca el subjecte d'un verb transitiu. En aquestes llengües, el subjecte del verb intransitiu i l'objecte d'un verb transitiu normal, solen ser marcats, en canvi, amb el cas absolutiu.
Aquest sistema de marcatge (EA) del cas gramatical és un dels sistemes mínims de marcatge de cas per a l'agent i per al pacient. L'altre és el sistema nominativoacusatiu (NA). Tots dos sistemes són mínims perquè requereixen només dues marques per a tres possibles papers temàtics:
1. El "subjecte intransitiu" d'una predicació intransitiva.
2. L'"agent" d'una predicació transitiva.
3. El "pacient" d'una predicació transitiva.

El sistema EA utilitza la mateixa marca per a 1 i 3 i una altra de diferent per a 2 (agent transitiu). En canvi, el sistema NA utilitza la mateixa marca per a 1 i 2 i una altra per a 3 (objecte transitiu).
Tot i així, la situació en les llengües naturals és més complexa, ja que moltes llengües ergativo-absolutives de fet fan servir el sistema de marcatge de tipus EA en combinació amb un sistema de marcatge de cas nominatiu-acusatiu (tipus NA).
El català, com totes les llengües indoeuropees modernes, té un sistema nominativoacusatiu (NA). El català marca igual el subjecte del verb intransitiu i el subjecte del verb transitiu: tots dos se substitueixen per pronoms forts i tots dos concorden en persona i nombre amb el verb (exemple: ell ha vingut, ell ha vist les cases). En canvi, el català marca diferentment l'objecte d'un verb transitiu, que substitueix per pronoms febles d'acusatiu (el, la, els, les, ho, en), i que quan està pronominalitzat pot concordar opcionalment en gènere i nombre amb el participi dels perfets compostos (exemple: l'home les ha vistes).

## Exemples
Entre les llengües ergatives es troben:
- el basc
- les llengües maies
- les llengües amazigues
- el kurmanji (una llengua kurda)
- el georgià i moltes altres llengües del Caucas
- el kalaallisut (a Groenlàndia)

## Exemples en basc
En el cas del basc, aquesta caracterització la marca la terminació -k, amb variants segons el nombre gramatical:
- Mugagabea (indefinit): terminacions -k (per a paraules acabades en vocal) i -ek (per a paraules acabades en consonant). Aquest cas (en realitat qualsevol cas d'indefinit en les declinacions del basc) s'empra generalment per a declinar paraules utilitzades en preguntes en què no es defineix del tot qui o què fa l'acció, per declinar paraules que estan afectades per numerals (amb excepcions) i per declinar noms propis.
  - Edonork lagun dezake orri hauetan idazten: qualsevol (edonor) pot ajudar (lagundu) escrivint (idatzi) en aquestes (hauetan) pàgines (orri)
  - Ramonek hartu du: ho ha agafat en Ramon.
- Mugatu singularra (definit singular): terminació -ak (tant per paraules acabades en vocal com consonant). Aquest cas es fa servir quan el nucli del subjecte és singular.
  - Gizonak etxea erosi du: l'home (gizon) ha comprat (erosi) la casa (etxea).
- Mugatu plurala (definit plural): terminació -ek (tant per paraules acabades en vocal com consonant). Aquest cas es fa servir quan el nucli del subjecte és plural i en alguns casos en els quals el nucli està afectat per un numeral. El cas "mugatu plurala" té en gairebé totes les declinacions un subcàs anomenat "plural hurbila" (plural proper), que s'empra per a denotar que el parlant i allò al que s'està referint són a prop. En el cas de l'ergatiu, la terminació corresponent és -ok, en paraules acabades tant en vocal com en consonant.
  - Gizonek etxea erosi dute: els homes han comprat la casa.
- Plural hurbila
  - Aitak eta biok ekarri genuen: ho vam portar el meu pare i jo.

## Text acadèmic
- Quaas, Enrico: La (r) evolución cognitiva. GRIN Verlag, 2008. En castellà: «Enllaç».